# Monument voor alle gevallenen 1940-1945
Het Monument voor alle gevallenen 1940-1945 is een oorlogsmonument in Rotterdam. Het herdenkt alle Rotterdamse mannen en vrouwen die in de Tweede Wereldoorlog hun leven hebben gegeven in de strijd voor bevrijding van Nederland. Het monument van Mari Andriessen werd op 4 mei 1957 door prinses Wilhelmina onthuld op het Stadhuisplein. Het bronzen kunstwerk bestaat uit vier personen: een vrouw die terugkijkt, een kind en een man die elkaar aankijken en een man met een spade die vooruitkijkt. De figuren symboliseren het verband tussen verleden en toekomst: het leed uit het verleden en het vertrouwen in de toekomst.
Dit beeld is onderdeel van de Rotterdamse Internationale Beelden Collectie.
Bij het beeld wordt op 4 mei om 19:30 uur de jaarlijkse dodenherdenking van de gemeente Rotterdam gehouden.